# Mia Dimšić
Mia Dimšić (ur. 7 listopada 1992 w Osijeku) – chorwacka piosenkarka. Reprezentantka Chorwacji w 66. Konkursie Piosenki Eurowizji (2022).

## Kariera muzyczna
Urodziła się 7 listopada 1992 w Osijeku. W dzieciństwie śpiewała w chórze, grała na gitarze, tańczyła w zespole ludowym oraz występowała w kilku zespołach. W 2014 zaproszona przez zespół Džentlmeni do wspólnych występów podczas ich trasy koncertowej w USA i Kanadzie. Podczas trasy poznała Damira Bačicia, z którym nawiązała współpracę muzyczną. Jest absolwentką filologii angielskiej i niemieckiej o specjalizacji tłumaczeniowej na uniwersytecie w Osijeku.
W 2015 podpisała kontrakt z wytwórnią Croatia Records i opublikowała pierwszy singel „Budi mi blizu”. W 2016 z utworem „Život nije siv” wystąpiła na festiwalu w Splicie. Została także uznana za najlepszego debiutanta roku w Chorwacji. W 2017 wydała debiutancki album pt. Život nije siv, z którym dotarła do pierwszego miejsca na chorwackiej liście sprzedaży, na której utrzymywała się przez ponad rok. Płyta była także najlepiej sprzedającym się albumem w Chorwacji w 2018. Jeszcze w grudniu 2017 wydała kolejną płytę, Božićno jutro.
W 2018 została nominowana do nagrody Porin w dziewięciu kategoriach, ostatecznie wygrywała w sześciu, m.in. za najlepszy album (Život nije siv) oraz najlepszą piosenkę („Bezimeni”). W styczniu 2019 opublikowała singel „Ovaj grad”, z którym wystąpiła na festiwalu w Zagrzebiu. Pod koniec roku wydała album pt. Sretan put, za który w lutym 2021 otrzymała nagrodę TopHR Music Awards dla najlepiej sprzedającego się albumu krajowego w 2020.
W maju 2020 podpisała kolejny pięcioletni kontrakt z Croatia Records, a pod koniec roku wydała autobiografię pt. „Cesta do sna”. W grudniu 2021 zgłosiła się z utworem „Guilty Pleasure” do festiwalu Dora i znalazła się w gronie 14 wykonawców zakwalifikowanych do finału, ostatecznie wygrała w koncercie finałowym, zdobywszy 257 punktów (91 od jury i 166 od widzów), zostając tym samym reprezentantką kraju w Konkursie Piosenki Eurowizji organizowanym w Turynie. Po finale krajowych eliminacji utwór znalazł się na pierwszym miejscu chorwackiej listy przebojów. Na początku kwietnia opublikowała chorwackojęzyczną wersję piosenki, „Netko drugi”. 10 maja wystąpiła w pierwszym półfinale konkursu, jednak nie zakwalifikowała się do finału, zajmując jedenaste miejsce z dorobkiem 75 punktów. 7 listopada 2023, w dniu swoich urodzin, wydała kolejną płytę, zatytułowaną Monologue. 20 września 2024 opublikowała następny album, Društvena pravila. Promujący płytę singel o tym samym tytule zadebiutował na piątym miejscu chorwackiej listy przebojów.

## Dyskografia
- Život nije siv (2017)[6]
- Božićno jutro (2017)[10]
- Sretan put (2019)[14]
- Monologue (2023)
- Društvena pravila (2024)